# Léonce (métropolite de Kiev)
Pour les articles homonymes, voir Léonce.
Léonce fut patriarche de Kiev et de toute la Rus' de 992 à 1008.

## Débat
Le nom de Léonce est une reconstruction basée largement sur des conjectures. Il est possible qu'il provienne d'une erreur de lecture de décrets synodaux grecs signés « Léontos Rousiou » et « Léôn arxiepiscopos Rousias » qui faisaient référence à Rhousion en Thrace, ou bien de « Léon, métropolite (de Pereïaslav) », l'auteur du Traité sur les azymes, la mention de Pereïaslav étant parfois omise.